# Куремаа, Рихард
Рихард Карлович Куремаа (эст. Richard Kuremaa; 12 января 1912 года — 1 октября 1991 года) — эстонский футболист, нападающий.

## Клубная карьера
В 1931—1932 гг. Рихард Куремаа играл за «ВВС Пухкекоду» и забил 1 гол в чемпионате Эстонии. В 1932 году нападающий забил три гола за «Калев» в чемпионате Эстонии. В 1933—1935 гг. футболист забил 16 мячей за «Таллин ЯК». В 1936 году нападающий стал вторым бомбардиром чемпионата Эстонии, забив 16 голов за «Тервис». В 1937—1939 гг. Рихард Куремаа был игроком ФК «Эстония» и выиграл два чемпионата страны. В сезоне 1939/40 нападающий забил 13 голов и помог «Олюмпии» выиграть чемпионат Эстонии. С 66 забитыми голами стал лучшим бомбардиром в истории довоенных чемпионатов Эстонии.

## Сборная Эстонии
11 июня 1933 года нападающий сыграл первый матч за сборную Эстонии в отборочном турнире ЧМ-1934 против Швеции. Швеция победила в матче со счётом 6-2, Рихард Куремаа. Эстонский футболист регулярно участвовал в кубках Балтии: 1933 (2 матча, 1 гол), 1935 (2 матча), 1936 (1 матч, 1 гол), 1937 (3 матча, 1 гол), 1938 (2 матча). В 1937 году Рихард Куремаа сыграл 3 матча и забил 1 гол в отборочном турнире ЧМ-1938. Гол Рихарда стал победным в матче против Финляндии.

## Великая Отечественная война
В 1942 году участвовал в боевых действиях как рядовой 249-й стрелковой дивизии 8-го стрелкового корпуса. Согласно донесениям о потерях личного состава РККА, пропал без вести 31 декабря 1942 года во время боев за освобождение Великих Лук. Позже выяснилось, что он попал в плен: после освобождения из плена он был арестован, осуждён за измену Родине и приговорён к ВМН 23 февраля 1943 года, однако в апреле смертную казнь заменили на 10-летний тюремный срок (отбывал наказание в Норильском ИТЛ).

## После игровой карьеры
В 1952 году Куремаа был досрочно освобождён и вернулся в Эстонию, где руководил «Спартаком» из Вильянди. С 1969 года — участник деятельности Таллинского союза ветеранов спорта.

## Достижения
- Чемпион Эстонии: 1937/38 , 1938/39 , 1939/40
- Кубок Балтии: 1938